# Pływanie na Letnich Igrzyskach Olimpijskich 1952 – 4 × 100 m stylem dowolnym kobiet
Sztafeta 4 × 100 m stylem dowolnym kobiet – jedna z konkurencji pływackich rozgrywanych podczas XV Igrzysk Olimpijskich w Helsinkach. Eliminacje odbyły się 30 lipca, a finał 1 sierpnia 1952 roku.
Mistrzyniami olimpijskimi zostały reprezentantki Węgier. Sztafeta w składzie Ilona Novák, Judit Temes, Éva Novák, Katalin Szőke ustanowiła jedyny na tych igrzyskach rekord świata w pływaniu (4:24,4). Srebrny medal zdobyła sztafeta holenderska (4:29,0). Amerykanki, które w eliminacjach pobiły rekord olimpijski (4:28,1), w finale popłynęły o dwie sekundy wolniej i ostatecznie znalazły się na najniższym stopniu podium.

## Rekordy
Przed zawodami rekord świata i rekord olimpijski wyglądały następująco:
| Rekord            | Reprezentacja                                                                   | Czas   | Miejsce | Data             |
| ----------------- | ------------------------------------------------------------------------------- | ------ | ------- | ---------------- |
| Rekord świata     | Węgry · Mária Littomericzky · Éva Novák · Éva Székely · Katalin Szőke           | 4:27,2 | Moskwa  | 27 kwietnia 1952 |
| Rekord olimpijski | Stany Zjednoczone · Marie Corridon · Thelma Kalama · Brenda Helser · Ann Curtis | 4:29,2 | Londyn  | 6 sierpnia 1948  |

W trakcie zawodów ustanowiono następujące rekordy:
| Data       | Etap konkurencji | Reprezentacja | Czas   | Rekord |
| ---------- | ---------------- | --- | ------ | ------ |
| 30 lipca   | eliminacje       | Stany Zjednoczone · Evelyn Kawamoto (1:08,3) · Jackie LaVine (1:06,7) · Marilee Stepan (1:07,0) · Jody Alderson (1:06,1) | 4:28,1 | OR     |
| 1 sierpnia | finał            | Węgry · Ilona Novák (1:07,8) · Judit Temes (1:05,8) · Éva Novák (1:05,1) · Katalin Szőke (1:05,7)                        | 4:24,4 | ,      |

## Wyniki

### Eliminacje

#### Wyścig eliminacyjny 1
| Miejsce | Państwo         | Zawodniczka                                                                                       | Czas   | Uwagi |
| ------- | --------------- | ------------------------------------------------------------------------------------------------- | ------ | ----- |
| 1.      | Węgry           | Mária Littomeritzky (1:09,1) Éva Novák (1:06,2) Ilona Novák (1:08,5) Katalin Szőke (1:08,7)       | 4:32,5 | Q     |
| 2.      | Wielka Brytania | Phyllis Linton (1:09,5) Jean Botham (1:09,0) Angela Barnwell (1:08,3) Lillian Preece (1:09,2)     | 4:36,0 | Q     |
| 3.      | Dania           | Rita Larsen (1:11,0) Mette Ove-Petersen (1:09,1) Greta Andersen (1:10,1) Ragnhild Hveger (1:06,2) | 4:36,4 | Q     |
| 4.      | Niemcy          | Vera Schäferkordt (1:12,1) Kati Jansen (1:12,6) Elisabeth Rechlin (1:08,8) Gisela Jacob (1:09,2)  | 4:42,7 | Q     |
| 5.      | Włochy          | Maria Nardi (1:14,0) Fides Benini (1:11,2) Eva Belaise (1:15,2) Romana Calligaris (1:12,2)        | 4:52,6 |       |
| 6.      | Japonia         | Yasuko Oishi (1:14,1) Fumiko Sakaguchi (1:13,8) Misako Tamura (1:13,7) Sadako Yamashita (1:12,4)  | 4:54,0 |       |

#### Wyścig eliminacyjny 2
| Miejsce | Państwo           | Zawodniczka | Czas   | Uwagi |
| ------- | ----------------- | --- | ------ | ----- |
| 1.      | Stany Zjednoczone | Evelyn Kawamoto (1:08,3) Jackie LaVine (1:06,7) Marilee Stepan (1:07,0) Jody Alderson (1:06,1)                               | 4:28,1 | Q,    |
| 2.      | Holandia          | Marie-Louise Linssen-Vaessen (1:07,5) Koosje van Voorn (1:08,3) Hannie Termeulen (1:07,2) Irma Heijting-Schuhmacher (1:07,6) | 4:30,6 | Q     |
| 3.      | Szwecja           | Marianne Lundquist (1:10,3) Anita Andersson (1:10,6) Maud Berglund (1:09,7) Ingegärd Fredin (1:07,5)                         | 4:38,1 | Q     |
| 4.      | Francja           | Josette Arène (1:08,6) Maryse Morandini (1:11,9) Gaby Tanguy (1:11,2) Ginette Jany (1:10,3)                                  | 4:42,0 | Q     |
| 5.      | Kanada            | Irene Strong (1:14,2) Lenora Fisher (1:17,3) Gladys Priestley (1:11,8) Kay McNamee (1:11,5)                                  | 4:54,8 |       |
| 6.      | Belgia            | Nicole Guilini (1:13,6) Huguette Peeters (1:15,2) Irène Possemiers (1:12,8) Sybille Verckist (1:13,2)                        | 4:54,8 |       |
| 7.      | Finlandia         | Raili Riuttala (1:13,6) Ritva Koivula (1:16,5) Anneli Haaranen (1:15,1) Ritva Järvinen (1:10,8)                              | 4:56,0 |       |

### Finał
| Miejsce | Państwo           | Zawodniczka | Czas   | Uwagi |
| ------- | ----------------- | --- | ------ | ----- |
| 1. !    | Węgry             | Ilona Novák (1:07,8) Judit Temes (1:05,8) Éva Novák (1:05,1) Katalin Szőke (1:05,7)                                          | 4:24,4 | ,     |
| 2. !    | Holandia          | Marie-Louise Linssen-Vaessen (1:08,1) Koosje van Voorn (1:07,8) Hannie Termeulen (1:06,5) Irma Heijting-Schuhmacher (1:06,6) | 4:29,0 |       |
| 3. !    | Stany Zjednoczone | Jackie LaVine (1:08,1) Marilee Stepan (1:07,7) Jody Alderson (1:06,3) Evelyn Kawamoto (1:08,0)                               | 4:30,1 |       |
| 4.      | Dania             | Rita Larsen (1:10,1) Mette Ove-Petersen (1:08,6) Greta Andersen (1:10,5) Ragnhild Hveger (1:07,0)                            | 4:36,2 |       |
| 5.      | Wielka Brytania   | Phyllis Linton (1:10,1) Jean Botham (1:09,7) Angela Barnwell (1:07,8) Lillian Preece (1:10,2)                                | 4:37,8 |       |
| 6.      | Szwecja           | Marianne Lundquist (1:10,7) Anita Andersson (1:10,2) Maud Berglund (1:10,3) Ingegärd Fredin (1:07,8)                         | 4:39,0 |       |
| 7.      | Niemcy            | Elisabeth Rechlin (1:09,2) Vera Schäferkordt (1:10,0) Kati Jansen (1:12,4) Gisela Jacob (1:08,7)                             | 4:40,3 |       |
| 8.      | Francja           | Gaby Tanguy (1:11,2) Maryse Morandini (1:12,5) Ginette Jany (1:09,8) Josette Arène (1:10,6)                                  | 4:44,1 |       |